# Baškovce (okres Sobrance)
Baškovce (maďarsky Alsóbaskóc) jsou obec na Slovensku v Košickém kraji v okrese Sobrance.

## Polohopis
Obec se nachází na jižním úpatí Vihorlatu, leží 5 km severně od města Sobrance. Nejbližšími obcemi jsou Hlivištia, ležící asi tři kilometry na sever, Choňkovce, vzdálené 3 km na východ a obec Horňa, která leží přibližně v polovině cesty do města Sobrance.

## Dějiny
Obec je poprvé uváděna v listině z roku 1427. V průběhu staletí se název obce postupně vyvinul z Baskócz zaznamenaného v roce 1773, přes Baschkócz, Basskowce v roce 1786 až na Baskócz, Basskowce v roce 1808. Koncem 19. století se používal už jen maďarský název Baskóc, který byl později z důvodu odlišení se od stejnojmenné obce v současném okrese Humenné změněn na Alsóbaskóc. V uherském geografickém lexikonu z roku 1851 je obec uváděna jako převážně ruská (rusínská) s 228 obyvateli. Statistika z roku 1910 vykazovala v Baškovce nárůst počtu obyvatel na 307.
Po první světové válce připadla obec na základě Trianonské mírové smlouvy Československu. V meziválečném období se používal pouze slovenský název Baškovce. Po tzv. malé válce mezi Slovenskou republikou a Maďarskem připadly Baškovce Maďarskému království, ale po druhé světové válce byly opět přičleněny k Československu.